# Репрезентација Норвешке у хокеју на леду
Хокејашка репрезентација Норвешке је национални хокејашки тим Норвешке и под контролом је Хокејашког савеза Норвешке. Репрезентација се међународно такмичи од 1937. године.
Норвешка је учествовала 27 пута на Светском првенству. Најбољи пласман репрезентације Норвешке је било четврто место на Светском првенству 1951. године.
На Олимпијским играма учествовали су девет пута. Највећи успех им је било осмо место 2002. године.
Премијерну утакмицу Норвешка је одиграла у Лондону против Чехословачке, 17. фебруара 1937. године и меч је завршен победом Чехословачке 7:1. Најтежи пораз Норвешка је доживела 1947. године од Финске 20:1. Највећу победу остварили су против Белгије 24:0 (1975) и Кине 25:1 (2005).

## Историјат
Савез хокеја на леду Норвешке основан је 1934. године и, усвајајући међународна правила и прописе хокеја на леду, постао је члан Међународне хокејашке федерације 1935. године. Слаба финансијска средства одложила су формирање националног тима до 1937. године и наставила да коче његов развој у годинама пре Другог светског рата. Након што је пропустио Светско првенство 1935. и Зимске олимпијске игре 1936. године, Савез Норвешке је успео да прикупи довољно средстава да пошаље тим у Лондон на Светско првенство 1937. године. Репрезентација је одиграла своју прву утакмицу 17. фебруара 1937. године, изгубивши 0:7 од Чехословачке, и елиминисана је из такмичења након пораза од 2:13 од Швајцарске. Норвешка је такође учествовала на наредном турниру 1938. године, али није могла да се такмичи 1939. године. Резултати су остали слаби током предратних година; од девет међународних утакмица одиграних између 1937. и 1940. године, најближе што је Норвешка дошла до победе било је 3:4 у првој утакмици против Шведске, 20. јануара 1939. године.
Након рата, хокеј на леду у Норвешкој је добио на замаху како су се формирале нове екипе и како су направљена побољшања у инфраструктури. Период од 1949. до 1953. године сматра се „златним добом“ у историји националног тима, почевши од прве победе, тријумфа од 2:0 над Белгијом на Светском првенству 1949. године. Године 1951, Савез је именовао Канађанина Бада Макикерна за главног тренера. Он је донео физички стил игре који је одговарао генерацији играча тог времена, а на Светском првенству 1951. године Норвешка је победила Сједињене Америчке Државе и Велику Британију, завршивши на четвртом месту. Први олимпијски турнир на којем је Норвешка учествовала било је као домаћин Зимских олимпијских игара 1952. године. Године 1953. Норвешка је постала прва западна земља која је одиграла утакмицу са Совјетским Савезом, у сенци смрти Јосифа Стаљина недуго након доласка тима у Москву.
Норвешка је наставила током 1950-их да изазива најјаче националне хокејашке тимове. Од 1960-их година, овај спорт постао је популарнији у земљи, али су успеси националног тима опали јер благе зиме нису резултирале подршком владе за изградњу вештачких клизалишта која би заменила она на која се раније ослањало због временских услова. Председник Савеза, Тор Јоханесен водио је норвешки тим на Светском првенству у хокеју на леду 1962. године. Након Светског првенства 1965. године, Норвешка више није могла да се такмичи на највишем нивоу, па се репрезентација такмичила у групи Б. Ипак, квалификације за Зимске олимпијске игре и даље су биле достижне, и Норвешка је успела да се квалификује и 1964. и 1968. године.
Норвешка је испала у групу Ц након што је завршила на последњем месту у групи Б на Светском првенству 1972. године. Савез Норвешке је био приморан да преиспита своје циљеве; не да се врати у групу А, већ само да опстане у групи Б. Циљ квалификација за Зимске олимпијске игре остао је током овог периода, али након још једног боравка у групи Ц 1975. године, хокејашки турнир на Зимским олимпијским играма 1976. одржан је без учешћа Норвешке.
Током 1970-их, неспремност владе да подржи спорт побољшањем тренинг објеката подстакла је све већу невољност међу играчима да представљају Норвешку на међународној сцени. Овај тренд је коначно преокренут под вођством Георга Смефјела и Олава Далсерена од 1978. до 1980. године. Смефјел и Далсерен успели су да поново успоставе међународно такмичење Норвешке. На Светском првенству 1979. године, Норвешка је завршила на четвртом месту у групи Б и квалификовала се за Зимске олимпијске игре 1980. у Лејк Плесиду. Тамо је тим показао охрабрујуће знаке за будућност, упркос тешким поразима од најбољих светских репрезентација, и на крају је са турнира изашао са само једним освојеним поеном.
Именовање Роналда Петерсона за главног тренера 1980. године наговестило је доба шведског утицаја на међународни хокеј на леду у Норвешкој. У наредних девет година, четири шведска тренера узастопно преузимала су тим који се показао као веома нестабилан. За Петерсона, Светско првенство 1981. године било је разочарање. Победе против Југославије и Јапана биле су једва довољне да се избегне испадање из групе Б. Његов наследник, Арне Стремберг, суочио се са сличним потешкоћама. На Светском првенству 1982. године, иначе добар наступ екипе био је умањен поразима од новопромовисаних тимова Кине и Аустрије.
Следећи шведски тренер био је Ханс Вестберг, који је 1982. године својим неконвенционалним методама довео Норвешку на Зимске олимпијске игре 1984. године. Очекивања пред олимпијски турнир била су само делимично испуњена, а најзапаженији резултат био је нерешених 3:3 против Сједињених Америчких Држава. Наредна сезона, која је у почетку обећавала, завршила се катастрофом на Светском првенству 1985. године, када је Норвешка по трећи пут испала из групе Б.
Норвешка се стабилизовала у доњем делу групе А током 1990-их, али је поново испала 1997. године. Након периода са шведским тренером Лејфом Борком, 2001. године ангажован је Рој Јохансен. Почело је ново доба спорог, али стабилног напретка, и Норвешка је током Јохансенове ере напредовала тринаест места на Ранг листи светске хокејашке федерације, са 21. места 2004. године на 8. место 2012. године. Јохансен се повукао са позиције главног тренера 2016. године, а заменио га је Петер Торесен.
Први значајан турнир за Торесена као селектора националног тима биле су квалификације за Олимпијске игре 2018., које су се одржале у Ослу. Са двојицом НХЛ играча, Матсом Зукарелом и Андреасом Мартинсеном у тиму, Норвешка је била фаворит за освајање групе. Међутим, олимпијски сан је тешко почео када је Казахстан изненађујуће победио са 4–3 у продужетку. Захваљујући победи Француске над Казахстаном, Норвешка је ипак остала у трци за место на Олимпијским играма. Након победе над Италијом резултатом 4:1, створени су услови за директан дуел са Француском за олимпијску карту 4. септембра. У драматичном финалу, Норвешка је славила резултатом 2:1 и квалификовала се за своју трећу узастопну Олимпијаду.

## Резултати

### Олимпијске игре
| - 1952 − 9. место - 1956 − Нису се квалификовали - 1960 − Нису се квалификовали - 1964 − 10. место - 1968 − 11. место - 1972 − 8. место - 1976 − Нису се квалификовали | - 1980 − 11. место - 1984 − 12. место - 1988 − 12. место - 1992 − 9. место - 1994 − 11. место - 1998 − Нису се квалификовали - 2002 − Нису се квалификовали | - 2006 − Нису се квалификовали - 2010 − 10. место - 2014 − 12. место - 2018 − 8. место - 2022 − Нису се квалификовали - 2026 − Нису се квалификовали |

### Светско првенство
| - 1937 − 9. место - 1938 − 13. место - 1949 − 8. место - 1950 − 6. место - 1951 − 4. место - 1953 − Нису се такмичили - 1954 − 8. место - 1955 − Нису се такмичили - 1956. − 12. место (2. место, група Б) - 1957 − Нису се такмичили - 1958 − 7. место - 1959 − 8. место - 1961 − 9. место (1. место, група Б) - 1962 − 5. место - 1963 − 9. место (1. место, група Б) - 1965 − 8. место - 1966 − 12. место (4. место, група Б) - 1967 − 11. место (3. место, група Б) - 1969 − 11. место (5. место, група Ц) - 1970 − 9. место (3. место, група Б) - 1971 − 10. место (4. место, група Б) - 1972 − 13. место (7. место, група Б) - 1973 − 15. место (1. место, група Ц) - 1974 − 13. место (7. место, група Б) | - 1975 − 15. место (1. место, група Ц) - 1976 − 11. место (3. место, група Б) - 1977 − 12. место (4. место, група Б) - 1978 − 14. место (6. место, група Б) - 1979 − 12. место (4. место, група Б) - 1981 − 14. место (6. место, група Б) - 1982 − 12. место (4. место, група Б) - 1983 − 12. место (4. место, група Б) - 1985 − 15. место (7. место, група Б) - 1986 − 17. место (1. место, група Ц) - 1987 − 10. место (2. место, група Б) - 1989 − 9. место (1. место, група Б) - 1990 − 8. место - 1991 − 10. место (2. место, група Б) - 1992 − 10. место - 1993 − 9. место - 1994 − 11. место - 1995 − 10. место - 1996 − 10. место - 1997 − 12. место - 1998 − 21. место (5. место, група Б) - 1999 − 12. место - 2000 − 10. место - 2001 − 15. место | - 2002 − 22. место (3. место, група Б) - 2003 − 20. место (2. место, група Б) - 2004 − 20. место (2. место, група А) - 2005 − 17. место (1. место, група А) - 2006 − 11. место - 2007 − 14. место - 2008 − 8. место - 2009 − 11. место - 2010 − 9. место - 2011 − 6. место - 2012 − 8. место - 2013 − 10. место - 2014 − 12. место - 2015 − 11. место - 2016 − 10. место - 2017 − 11. место - 2018 − 13. место - 2019 − 12. место - 2020. − Отказано због Пандемије ковида 19 - 2021 − 13. место - 2022 − 13. место - 2023 − 13. место - 2024 − 11. место - 2025 − 12. место |